# Roman Polák
Roman Polák (ur. 28 kwietnia 1986 w Ostrawie) – czeski hokeista, reprezentant Czech.

## Kariera
- HC Poruba U18 (2000-2003)
- HC Poruba U20 (2002-2003)
- HC Vítkovice U20 (2003-2004)
- Kootenay Ice (2004-2005)
- HC Vítkovice (2005-2006)
- Peoria Rivermen (2006-2008)
- St. Louis Blues (2006-2014)
  -  HC Vitkovice (2012-2013)
- Toronto Maple Leafs (2014-2016)
- San Jose Sharks (2016)
- Toronto Maple Leafs (2016-2018)
- Dallas Stars (2018-2020)
- HC Vítkovice (2020-)

Wychowanek klubu HC Poruba. Wieloletni zawodnik Slavii Praga. W drafcie NHL z 2004 został wybrany przez St. Louis Blues. Od 2006 roku zawodnik tego klubu. W czerwcu 2011 roku przedłużył kontrakt z klubem o pięć lat. Wraz z nim umowę prolongował jego rodak, Vladimír Sobotka. Od września 2012 do stycznia 2013 roku na okres lokautu w sezonie NHL (2012/2013) związany kontraktem z macierzystym klubem HC Vítkovice. Od czerwca 2014 zawodnik Toronto Maple Leafs (w toku wymiany za Carla Gunnarssona). Od lutego 2016 zawodnik San Jose Sharks. Od lipca 2016 ponownie zawodnik Toronto Maple Leafs. Od lipca 2018 zawodnik Dallas Stars. W czerwcu 2020 powrócił do HC Vítkovice.
Uczestniczył w turniejach mistrzostw świata w 2009, 2014 oraz zimowych igrzysk olimpijskich 2010.

## Sukcesy
Reprezentacyjne
- Brązowy medal mistrzostw świata juniorów do lat 18: 2004
- Brązowy medal mistrzostw Świata Juniorów do lat 20: 2005

Klubowe
- Scotty Munro Memorial Trophy: 2005 z Kootenay Ice
- Mistrzostwo dywizji NHL: 2012 z St. Louis Blues